# Jean Longuet

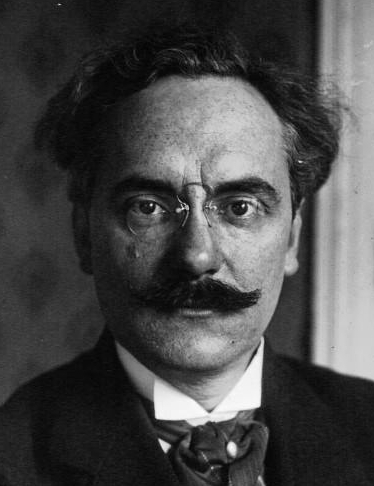
Jean Longuet, 1918

Jean-Laurent-Frederick Longuet, noto anche con lo pseudonimo di Johnny (Londra, 10 maggio 1876 – Aix-les-Bains, 11 settembre 1938), è stato un politico, avvocato e giornalista francese.

## Biografia
Nipote di Karl Marx, Jean Longuet era il figlio della figlia maggiore del filosofo tedesco di Treviri Jenny Caroline Marx e del comunardo francese di idee socialiste Charles Longuet. Anche lui socialista, agli inizi del XX secolo è stato un esponente importante della Sezione Francese dell'Internazionale Operaia (SFIO), e partecipò alla fondazione de L'Humanité assieme a Jean Jaurès.
Nonostante l'iniziale appoggio alla politica di difesa nazionale nel 1914 (vedi Union sacrée), si porterà su posizioni pacifiste durante il protrarsi della prima guerra mondiale guidando la tendenza di minoranza nella SFIO che adottò delle posizioni di internazionalismo proletario, pur continuando a votare i crediti di guerra. Avendo innanzitutto il sostegno dei socialisti dell'Alta Vienne, questa corrente assunse gradualmente influenza, fondando il giornale Le Populaire nel 1916, quotidiano animato da Paul Faure, Henri Barbusse e diretto dallo stesso Jean Longuet.
Durante il Congresso di Tours svoltosi nel dicembre del 1920 che vide la creazione del Partito Comunista Francese (PCF), Longuet svolse un ruolo centrale. Dapprima favorevole all'adesione della SFIO alla Terza Internazionale creata sotto gli auspici del Partito Bolscevico, non accettò infine tutte le condizioni di Lenin, intendendo in particolare mantenere l'unità dei socialisti francesi. Rappresentava il "centro marxista" del Congresso, posizionandosi tra i sostenitori di una trasformazione della SFIO in partito comunista - che erano la maggioranza, e l'ala dei ricostruttori della destra riformista, guidata da Léon Blum. Tuttavia, il terzo giorno del Congresso, un telegramma mandato dal segretario del Comintern Grigorij Zinov'ev incoraggiava la maggioranza a condannare tutti i "moderati" - tra cui Jean Longuet, descritto come un «agente determinato dall'influenza borghese sul proletariato». Quest'ultimo indignato, si vide così spinto a rimanere nella vecchia casa socialista.
Insieme ad altri esponenti e partiti socialisti dell'area centrista, partecipò nel febbraio del 1921 alla fondazione della Internazionale di Vienna, auspicando attraverso di essa il ricongiungimento del movimento operaio internazionale spaccatosi dopo la scissione bolscevica; ma di fatto registrandone il fallimento. Partecipò così nel maggio del 1923 alla Conferenza di Amburgo che sancì la fusione dei centristi con i residui riformisti della Seconda Internazionale nella Internazionale operaia socialista, nel cui ambito Longuet divenne specialista di questioni internazionali e membro della commissione coloniale.
Perse la vita brutalmente, l'11 settembre del 1938, coinvolto in un incidente stradale.

## Opere
- (DE) Jean Longuet, Die Situation der sozialistischen Bewegung in Frankreich, in Die Neue Zeit.Wochenschrift der deutschen Sozialdemokratie, vol. 20.1901-1902, 1. Bd., Heft 21, Stoccarda, J.H.W.-Dietz-Verlag, 1902,  pp. 652-661. URL consultato il 20 ottobre 2017.
- (DE) Jean Longuet, Der Kongreß in Bordeaux und die französischen Sozialisten, in Die Neue Zeit.Wochenschrift der deutschen Sozialdemokratie, vol. 21.1902-1903, 2. Bd., Heft 28, Stoccarda, J.H.W.-Dietz-Verlag, 1903,  pp. 37-43. URL consultato il 20 ottobre 2017.
- (DE) Jean Longuet, Die Gewerkschaftsbewegung in Frankreich, in Die Neue Zeit.Wochenschrift der deutschen Sozialdemokratie, vol. 22.1903-1904, 2. Bd., Heft 33, Stoccarda, J.H.W.-Dietz-Verlag, 1904,  pp. 197-203. URL consultato il 20 ottobre 2017.
- (DE) Jean Longuet, Der Kongreß von Rouen und die Entwicklung des französischen Sozialismus zur Einigkeit, in Die Neue Zeit.Wochenschrift der deutschen Sozialdemokratie, vol. 23.1904-1905, 1. Bd., Heft 26, Stoccarda, J.H.W.-Dietz-Verlag, 1905,  pp. 836-846. URL consultato il 20 ottobre 2017.
- (DE) Jean Longuet, der Führer der französischen Sozialisten, über das Moskauer Diktat. Rede auf dem Parteitag der USPD. in Halle. Manifest der Parteileitung der Unabhängigen Sozialdemokratie Deutschlands., Lipsia, Leipziger Buchdruckerei, 1920.
- (DE) Weltappell für Asylrecht. Zur Pariser internationalen Asylrechtskonferenz vom 20. und 21. Juni 1936. Mit Auszügen aus den Reden von: Eliane Brault, Louis de Brouckère, Marcel Cachin, Casanovas, Lars Evenson, Léo Lagrange, Jean Longuet, Paul Perrin, Marcel Willard und Anderen., Parigi, Éditions universelles, 1936.
- (DE) Jean Longuet, Georgij M. Sil'ber, Die Bombe tötete den Großfürsten auf der Stelle. Terroristen und Geheimpolizei im alten Rußland, Berlino, Aufbau-Taschenbuch-Verlag, 1995.